# Dasyhelea biseriata
Dasyhelea biseriata är en tvåvingeart som beskrevs av Wirth och Roger A. Beaver 1979. Dasyhelea biseriata ingår i släktet Dasyhelea och familjen svidknott. Inga underarter finns listade i Catalogue of Life.